# Cikeruh
Cikeruh is een bestuurslaag in het regentschap Sumedang van de provincie West-Java, Indonesië. Cikeruh telt 13.187 inwoners (volkstelling 2010).
Cikeruh (ook geschreven als Tjikeroeh) was tussen 1890 en 1940 bekend om zijn wapensmederijen, waar geweren en zwaarden werden vervaardigd.